# Liste der brasilianischen Botschafter in Norwegen
Die brasilianischen Botschafter in Oslo sind regelmäßig auch bei der Regierung in Reykjavík akkreditiert.

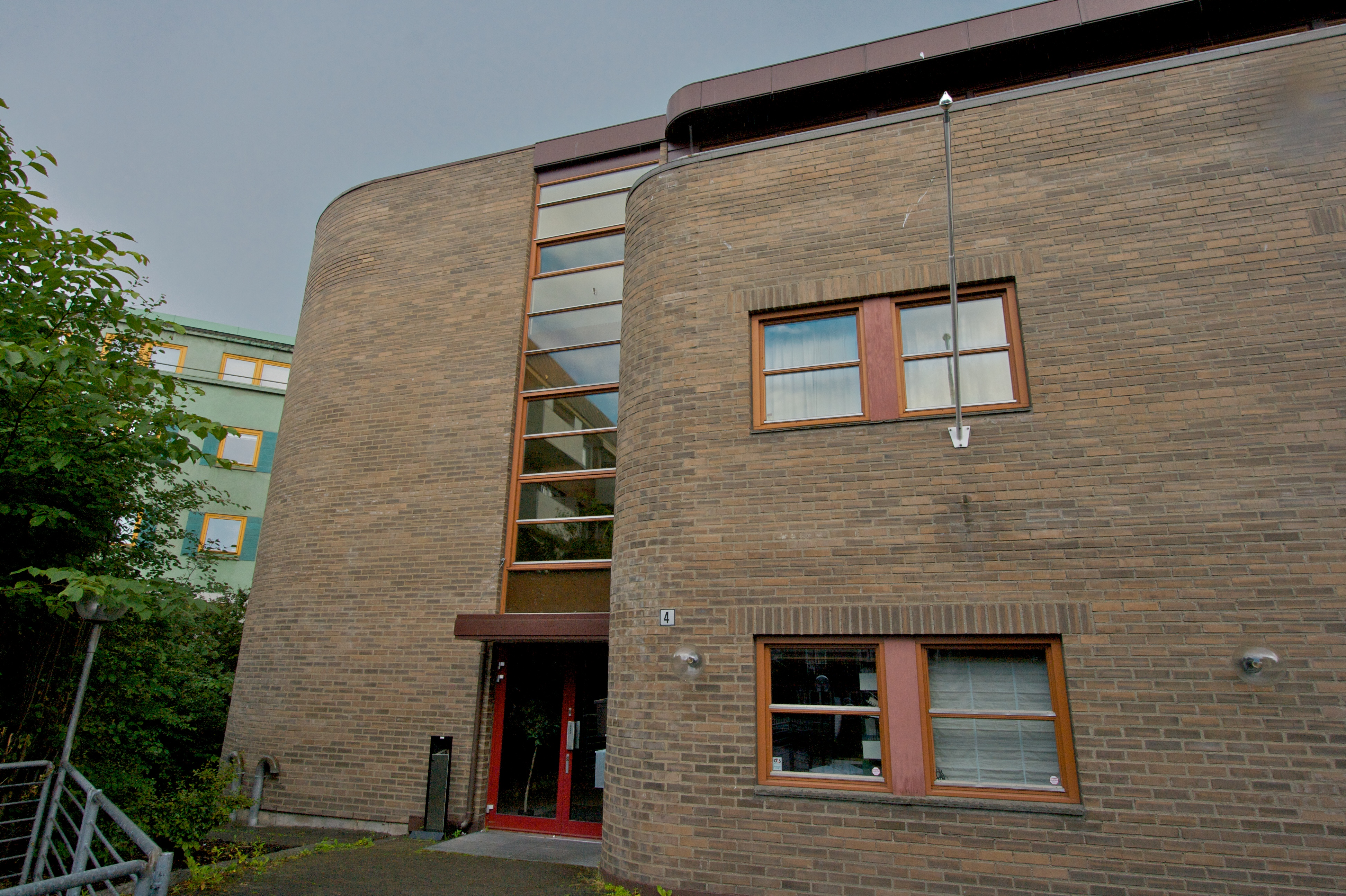
Der brasilianische Botschafter residiert in Sigurd Syrs gate 4 im Stadtteil Skøyen.

| Ernannt / Akkreditiert | Name                                     | Bemerkungen | ernannt von                      | akkreditiert bei       | Posten verlassen |
| ---------------------- | ---------------------------------------- | --- | -------------------------------- | ---------------------- | ---------------- |
| 3. Nov. 1911           | Gastão da Cunha                          | außerordentlicher Gesandter und Ministre plénipotentiaire gleichzeitig bei der Regierung in Kopenhagen akkreditiert. | Hermes Rodrigues da Fonseca      | Wollert Konow          | 5. Aug. 1912     |
| 1912                   | Rinaldo de Lima e Silva                  | Geschäftsträger | Hermes Rodrigues da Fonseca      | Jens Bratlie           | 1913             |
| 1913                   | Abílio César Borges                      | Geschäftsträger | Hermes Rodrigues da Fonseca      | Gunnar Knudsen         | 1917             |
| 13. Nov. 1917          |                                          | Ohne diplomatische Vertretung | Venceslau Brás Pereira Gomes     | Gunnar Knudsen         | 10. Jan. 1920    |
| 3. Juli 1920           | Felix de Barros Cavalcanti de Lacerda    | Ministerresidente | Epitácio da Silva Pessoa         | Otto Bahr Halvorsen    | 7. Jan. 1923     |
| 1920                   | Octávio de Teffé                         | Geschäftsträger | Epitácio da Silva Pessoa         | Otto Bahr Halvorsen    |                  |
| 16. Aug. 1923          | Alberto Jorge de Ipanema Moreira         | Ministerresidente | Artur da ilva Bernardes          | Otto Bahr Halvorsen    | 2. Mai 1929      |
| 1923                   | Rubens Ferreira de Mello                 | Geschäftsträger | Artur da Silva Bernardes         | Otto Bahr Halvorsen    | 1927             |
| 29. Aug. 1929          | Eduardo de Lima Ramos                    | Ministerresidente | Washington Luís Pereira de Sousa | Christopher Hornsrud   | 21. Mai 1931     |
| 1929                   | Sylvio Rangel de Castro                  | | Washington Luís Pereira de Sousa | Christopher Hornsrud   |                  |
| 13. Okt. 1933          | Lafayette de Corvalho e Silva            | außerordentlicher Gesandter und Ministre plénipotentiaire | Getúlio Dornelles Vargas         | Johan Ludwig Mowinckel | 1. März 1935     |
| 1931                   | António do Amaral Murtinho               | Geschäftsträger | Getúlio Dornelles Vargas         | Peder Kolstad          | 1933             |
| 30. Juli 1935          | Carlos Alberto de Moniz Gordilho         | außerordentlicher Gesandter und Ministre plénipotentiaire | Getúlio Dornelles Vargas         | Johan Nygaardsvold     | 12. Juli 1940    |
| 1935                   | Lauro de Andrada Müller                  | Geschäftsträger | Getúlio Dornelles Vargas         | Johan Nygaardsvold     |                  |
| 13. Juli 1940          |                                          | Ohne diplomatische Vertretung | Getúlio Dornelles Vargas         | Johan Nygaardsvold     | 15. Dez. 1940    |
| 15. Dez. 1940          |                                          | Geschäftsträger bei der norwegischen Exilregierung in London. | Getúlio Dornelles Vargas         | Johan Nygaardsvold     | 5. Feb. 1946     |
| 1940                   | Joaquim de Souza Leão Filho              | (* 9. September 1897 in Jaboatão dos Guararapes; † 24. April 1976 in Saquarema). Geschäftsträger bei den Exilregierungen der Niederlande, Belgien, Tschechoslowakei, Polen Jugoslawien und Norwegen in London. Von 1940 bis 1942 Vertreter der Schutzmacht Italiens in London. | Getúlio Dornelles Vargas         | Johan Nygaardsvold     | 1945             |
| 1945                   | Hugo Gouthler de Oliveira Gondim         | Geschäftsträger | José Linhares                    | Einar Gerhardsen       | 1946             |
| 5. Feb. 1946           | Mário de Castello Branco                 | außerordentlicher Gesandter und Ministre plénipotentiaire | Eurico Gaspar Dutra              | Einar Gerhardsen       | 6. Juli 1948     |
| 6. Juli 1948           | Annibal de Sabóia Lima                   | außerordentlicher Gesandter und Ministre plénipotentiaire | Eurico Gaspar Dutra              | Einar Gerhardsen       | 10. Apr. 1953    |
| 1954                   | Mário Vieira de Mello                    | Geschäftsträger | João Café Filho                  | Oscar Torp             | 1955             |
| 27. Juni 1955          | Glauco Ferreira de Souza                 | außerordentlicher Gesandter und Ministre plénipotentiaire | Nereu Ramos                      | Einar Gerhardsen       | 27. Apr. 1958    |
| 27. Apr. 1958          | Francisco d’Álamo Lousada                | | Juscelino Kubitschek             | Einar Gerhardsen       | 31. Aug. 1964    |
| 1964                   | Flávio Mendes de Oliveira Castro         | Geschäftsträger | Pascoal Ranieri Mazzilli         | John Lyng              | 1965             |
| 1964                   | Leonardo Eulálio do Nascimento e Silva   | Geschäftsträger | Pascoal Ranieri Mazzilli         | John Lyng              |                  |
| 20. Juni 1965          | Manuel Antônio Maria de Pimentel Brandão | Botschafter | Humberto Castelo Branco          | Per Borten             | 11. März 1966    |
| 1966                   | Rodolpho Kaiser Machado                  | Geschäftsträger | Humberto Castelo Branco          | Per Borten             | 1967             |
| 4. Jan. 1967           | Jaime de Souza Gomes                     | Botschafter | Artur da Costa e Silva           | Per Borten             | 2. Okt. 1973     |
| 3. Apr. 1974           | José Osvaldo de Meira Penna              | | Ernesto Geisel                   | Trygve Bratteli        | 16. Sep. 1977    |
| 1. Okt. 1977           | André Teixeira de Mesquita               | | Ernesto Geisel                   | Odvar Nordli           | 15. Dez. 1986    |
| 28. März 1987          | Murillo urgel Valente                    | | José Sarney                      | Gro Harlem Brundtland  | 9. Juli 1992     |
| 11. Aug. 1992          | Luiz Orlando Carone Gélio                | | Itamar Franco                    | Gro Harlem Brundtland  | 1. Sep. 1998     |
| 16. Sep. 1998          | Luiz Filipe de Macedo Soares Guimarães   | | Fernando Henrique Cardoso        | Kjell Magne Bondevik   | 30. Okt. 2000    |
| 4. Dez. 2000           | Luiz António Jardim Gagliardi            | | Fernando Henrique Cardoso        | Jens Stoltenberg       | 16. Feb. 2003    |
| 10. März 2003          | Cesar de Faria Domingues Moreira         | | Luiz Inácio Lula da Silva        | Kjell Magne Bondevik   | März 2006        |
| 15. Feb. 2007          | Sergio Eduardo Moreira Lima              | | Luiz Inácio Lula da Silva        | Jens Stoltenberg       | 8. Apr. 2011     |
| 11. Apr. 2011          | Carlos Henrique Cardim                   | | Dilma Rousseff                   | Jens Stoltenberg       | 21. Aug. 2011    |
| 20. Sep. 2012          | Flávio Helmold Macieira                  | (* 17. Juni 1952 in Niterói) | Dilma Rousseff                   | Jens Stoltenberg       |                  |